# Cinnamomum septentrionale
Cinnamomum septentrionale är en lagerväxtart som beskrevs av Hand.-mazz.. Cinnamomum septentrionale ingår i släktet Cinnamomum och familjen lagerväxter. Inga underarter finns listade i Catalogue of Life.